# 큰산개구리
큰산개구리(학명: Rana uenoi)는 개구리속에 속한 개구리의 일종이다. 한반도와 제주도 등 부속 도서, 일본 쓰시마섬에 서식한다. 원래는 러시아 등지에 분포하는 북방산개구리(Rana dybowskii)와 같은 종으로 여겨져 왔으나, 유전자 서열 분석 결과 상당한 유전적 차이가 있음이 밝혀져 2014년 별개의 학명을 부여받았다. 이에 따라 북방산개구리는 남한에는 살지 않으며, 북한에만 사는 것으로 여겨진다. 한편 큰산개구리는 북한 지역에도 서식함이 확인되었다.
종명인 uenoi는 일본의 동물학자 우에노 슌이치의 이름을 땄다.